# 이나원
이나원(李娜湲, 1991년 9월 24일 ~ )은 대한민국의 배우이다.

## 학력
- 2015년 ~ 2018년 서울예술대학교 연기전공 졸업

## 출연

### 드라마
- 2017년 OCN 보이스1 - 신입대원 역
- 2021년 MBC 두번째남편- 나레이터모델 역
- 2021년 SBS 아머드사우루스- 이수연 양호교관 역
- 2022년 MBC 비밀의집- 간호사 역

### 영화
- 2017년 《이상한나라의 앨리스》 - 가인 역
- 2017년 계절이 바뀔 때쯤 - 재민 여동생 역
- 2018년 《너의 결혼식》 - 치어리더 역
- 2019년 《사회생활》 - 혜원 역

### 연극
- 2017년 《옆집인간》
- 2019년 《춘향전》
- 2020년 《밤과안개 프로젝트》
- 2021년 《O HOLY NIGHT》
- 2021년 《러브이즈타이밍》
- 2021년 《연극 공원벤치가 견뎌야 하는 상실의 무게》

### 방송
- 2021년 연애의 참견 시즌3 제84회